# Upolu
Upolu je samoanski vulkanski otok. Otok ima površinu od 1.125 km2, dug je 75 km. Drugi je po veličini samoanski otok a s 135.000 stanovnika najmnogoljudniji je od svih samoanskih otoka. Upolu se nalazi jugoistočno od Savai'ia. Grad Apia nalazi se u sredini sjeverne obale dok je Međunarodna zračna luka Faleolo na zapadnom dijelu otoka. Otok nije imao povijesno zabilježene erupcije, iako na njemu ima lave stare od samo nekoliko stotina do nekoliko tisuća godina.
Po Polinežanskoj mitologiji, Upolu je prva stanovnica istoimenog otoka u arhipelagu Samoa.
SAD je tijekom svojih istraživanja 1841. godine,  bombardirao Upolu, zbog ubojstva američkih mornara. Krajem 19. stoljeća, poznati škotski pisac Robert Louis Stevenson doselio se u selo Vailima gdje je i umro.
Upolu je pogodio tsunami u 06:48:11 sati po lokalnom vremenu 29. rujna 2009. godine. Dvadeset sela na južnoj strani otoka je uništeno.

## Flora i fauna
- Samoanski letipas

## Vanjske poveznice
|  | Zajednički poslužitelj ima stranicu o temi Upolu |

- Samoanski turizam